# Иванов, Виталий Вячеславович
Вита́лий Вячесла́вович Ивано́в (род. 2 мая 1977 г., Красноярск, СССР) — российский правовед, политолог, историк,публицист.

## Образование
В 1999 году окончил юридический факультет Красноярского государственного университета по специальности «юриспруденция».
В 2002 году защитил диссертацию на соискание учёной степени кандидата юридических наук на Юридическом факультете Московского государственного университета им М. В. Ломоносова (научный руководитель — доктор юридических наук, профессор С. А. Авакьян).

## Трудовая деятельность
1999—2002 гг. — политический советник председателя Законодательного Собрания Красноярского края А. В. Усса, официально состоял помощником члена Совета Федерации по работе в Совете Федерации (А. В. Усса), затем советником председателя Законодательного Собрания Красноярского края по правовым и политическим вопросам.
2002—2005 гг. — корреспондент, заместитель редактора, и. о. редактора отдела политики/экономики газеты «Ведомости».
2005—2006 гг. — руководитель Центра политических исследований Института общественного проектирования (ИНОП).
2006—2008 гг. — заместитель генерального директора, вице-президент, заместитель директора Центра политической конъюнктуры России (ЦПКР).
С 2009 г. — директор Института политики и государственного права (ИПГП).
С 2012 г. — руководитель департамента региональных исследований Фонда Развития Гражданского Общества (ФоРГО), советник председателя правления ФоРГО.
В 1995—2002 гг. участвовал в организации ряда избирательных кампаний, в том числе на выборах в Государственную Думу 1999 и 2007 гг., Законодательное Собрание Красноярского края 1997 и 2001 гг. и губернатора края 2002 г.
В 2000—2003 гг. — член экспертного совета при Комитете Государственной Думы по делам Федерации и региональной политике.
С 1997 г. регулярно публикуется в прессе. Публиковался в «Известиях», «Ведомостях», «Независимой газете», «Российской газете», «Аргументах и фактах», «Профиле», «Русском журнале» и др.
В 2000—2002 гг. — колумнист «Ведомостей».
В 2006—2011 гг. — постоянный колумнист «Известий».
Авторитетный комментатор политических событий в России и мире в отечественных и зарубежных СМИ.

## Научная деятельность
С 1996 г. занимается правовыми, политологическими и историческими исследованиями. Автор многочисленных научных публикаций, выходивших в том числе в академических журналах «Государство и право», «Правоведение», «Журнал российского права», «Российский юридический журнал».
Свою первую монографическую работу («Российский федерализм и внутригосударственная договорная политика», 1997) выпустил будучи студентом третьего курса.
Специализируется на общей теории договора как правового акта, теории нормативного конституционно-правового договора и практике договорного регулирования федеративных отношений, теории государственного устройства и политического режима, проблематике т. н. сложносоставных субъектов Российской Федерации, политической регионологии, истории федеративного устройства России, российских партий. Опубликовал ряд междисциплинарных (написанных на стыке юриспруденции и политологии) работ, посвященных новаторским подходам к теории государства, теории суверенитета, типологии форм правления, государственного устройства и политического режима.
Сторонник научной реабилитации понятия «олигархия», поскольку убежден, что любой современный политический режим в своей основе олигархический. Ввел в политический лексикон понятие «консенсусная олигархия».

## Политическая позиция
Свои политические взгляды определяет как правые, будучи категорическим противником отождествления правых с либералами. Непримиримый критик российского либерализма во всех его изводах. Не скрывает как минимум скептического отношения к либеральной демократии и народовластию.
Называет себя сторонником российского политического режима, который сам характеризует как «консенсусную олигархию» и «автократическо-демократическую олигархию». Подчеркивает, что до конца 2004 г. находился в оппозиции и перековался в лоялисты и охранители под влиянием «дела ЮКОСа» и «цветных революций» в Грузии и на Украине. Убеждён, что в последние годы режим развивается в конструктивном направлении и любые попытки его насильственной смены или коррекции крайне опасны, поскольку чреваты ослаблением и десуверенизацией России. Разъяснению и популяризации этой позиции посвящена большая часть его публицистики 2005—2008 гг.
В 2008 г. получил благодарность Президента Российской Федерации В. В. Путина «за активную общественную деятельность по развитию гражданского общества в Российской Федерации» (Распоряжение Президента Российской Федерации от 23 апреля 2008 г. № 214-рп).